# Electronics Patrol Experiment
L'Electronics Patrol Experiment (EPX) est un programme d'avion de surveillance lancé par l'United States Navy en novembre 2007 destiné à remplacer à l'horizon 2017 les onze EP-3 Orion alors en service. Celui-ci est annulé dans la proposition du budget de la défense 2011 pour le département de la Défense.

## Caractéristiques
Appareil multimissions et multicapteurs, il doit pouvoir faire du renseignement d'origine électromagnétique et être équipé d'un radar à synthèse d'ouverture et de senseurs opto-électronique et infrarouge.
Il doit travailler de concert avec les avions de patrouille maritime Boeing P-8 Poseidon et les drones dans la guerre en réseau.

## Historique
En février 2008, Boeing, Lockheed Martin et Northrop Grumman sont en compétition pour ce projet qui représenterait entre quatorze et dix-neuf appareils et on reçut chacun un contrat de 1,25 million de dollars américains sur 5 mois pour aider à développer leurs études pour ce programme.
Boeing propose, avec pour partenaires Argon ST et Raytheon, une variante de renseignement électronique du Boeing 737 qui sert de base pour l'avion de patrouille maritime Boeing P-8 Poseidon avec un hébergement de base de 14 postes opérateurs à l'arrière du poste de pilotage avec la possibilité d'augmenter le nombre d'opérateurs à 24 ou 25 personnes.
Lockheed Martin, en se concentrant apparemment sur un coût-efficacité, envisage de reconstruire EP-3ES, un dérivé du C-130J Hercules ou d'un développement du P-3 Orion.
Northrop Grumman, travaillant avec L-3 Communications, a adopté le thème de capacités dynamiques composé. En gros, cela signifie que les équipages ne seront pas fixes. Chaque jour, les équipages peuvent être adaptés pour des missions très différentes.
L'US Navy devait présélectionner un entrepreneur pour le développement du système EPX et la phase de démonstration à la fin de 2011 ou début 2012 et signe un contrat de 1,25 million de dollars à ce sujet avec Boeing début février 2008.
Dans la proposition de budget pour l'année 2011 présenté par l'administration Obama, ce programme est annulé, mais pouvait espéré survivre en partie grâce à des demandes exprimées pour une telle capacité par des clients internationaux. En date de 2022, cela ne s'est pas concrétisé.